# Solus (linuxová distribuce)
Solus (dříve známý jako Evolve OS) je nezávisle vyvinutý operační systém pro architekturu x86-64 založený na linuxovém jádře a výběru domácího desktopového prostředí Budgie (Budgie používá software Gnome a vychází ze sady grafických nástrojů GTK+ (nástroje GIMP)), GNOME, MATE nebo KDE Plasma jako desktopového prostředí
Jeho správce balíčků, eopkg, je založen na systému správy balíčků PiSi od Pardus Linux a má semi-rolling release model, přičemž nové aktualizace balíčků přistávají každý pátek ve stabilním úložišti. Solus je určen výhradně pro použití na osobních počítačích a nebude obsahovat software, který je užitečný pouze v podnikovém nebo serverovém prostředí.

## Historie
- 20. září 2015 Ikey Doherty oznámila, že „Solus 1.0 bude mít kódové označení Shannon, po řece Shannon v Irsku“, což naznačuje, že „kódové názvy pro vydání budou pokračovat v tomto tématu s využitím irských řek.“
- V červenci 2016 Solus oznámil záměr zrušit koncepci uvolňování s pevným bodem a přijmout model postupného uvolňování.
- V lednu 2017 Doherty oznámil, že Solus přijme Flatpak k opětovnému sestavení aplikací třetích stran. V srpnu Doherty oznámil, že Solus také přijme „Snaps“ (vedle Flatpak).
- 13. června téhož roku bylo oznámeno, že vývojářský tým byl rozšířen o Stefana Rica a Ikey Doherty – dříve pracující pro Intel na Clear Linux OS – začal pracovat na plný úvazek na Solus.
- Dne 2. listopadu 2018 zveřejnil technologický web Phoronix otevřený dopis od původního zakladatele Ikey Dohertyho, který potvrzuje, že odstupuje od projektu, a přiděluje vývojovému týmu „všechna intelektuální práva, práva na názvy a značky související s vlastnictvím
- Solus“. „s okamžitým a trvalým účinkem a uznávám je jako oficiální vlastníky a vedení projektu.“

## Funkce
Solus přináší svým uživatelům aktualizace prostřednictvím kurátorského modelu průběžného vydání. Jedná se o průběžnou verzi v tom smyslu, že po instalaci mají koncoví uživatelé zaručeno, že budou nepřetržitě dostávat aktualizace zabezpečení a softwaru pro svou instalaci Solus, aniž by se museli obávat, že jejich operační systém dosáhne konce životnosti. To je typicky případ verzí operačních systémů s pevným bodem, jako je Fedora a Ubuntu, ale také Microsoft Windows. Marius Nestor ze společnosti Softpedia tvrdil, že všechny operační systémy by měly používat model postupného vydávání, aby se snížilo zatížení vývojářů a údržby a aby byly koncovým uživatelům dostupné nejnovější technologie, jakmile budou připraveny na trh.
Ve srovnání s jinými operačními systémy s postupným uvolňováním, jako je Arch Linux – který poskytuje kritický software, tj. software tak nový, že existuje relativně vysoké riziko, že může dojít k poškození softwaru a systém bude částečně nebo zcela nepoužitelný, Solus zaujímá trochu konzervativnější přístup. na aktualizace softwaru, odtud termín kurátorské průběžné vydání. Na rozdíl od Arch je Software on Solus běžně označován jako špičková verze, obvykle s výjimkou beta softwaru, a je uvolněn po krátké době testování (v nestabilním softwarovém úložišti) koncovým uživatelům s cílem poskytnout bezpečnější, stabilnější a spolehlivé aktualizace. Upřednostněním použitelnosti (kurátorované průběžné vydání) před dostupností (čisté průběžné vydání) má Solus v úmyslu zpřístupnit operační systém širšímu cílovému trhu než Arch Linux, který je zaměřen především na pokročilejší uživatele, kteří mají o svém systému hluboké technické znalosti.
Solus je také kurátorská průběžná verze, která umožňuje svým uživatelům účastnit se skutečného procesu kurátorství, široce koncipovaného jako proces, kterým je software vybírán, udržován a aktualizován (na straně serveru v úložištích softwaru operačního systému i na straně klienta v počítačovém systému koncových uživatelů). Konkrétněji a na rozdíl od jiných operačních systémů s různými „vynucenými aktualizačními mechanismy“ má uživatel Solus svobodu vybrat si, co bude aktualizováno a kdy se aktualizace použijí (pokud vůbec), s výjimkou povinných aktualizací zabezpečení.

### Dostupnost softwaru
Solus je dodáván s předinstalovaným širokým spektrem softwaru, který zahrnuje nejnovější Firefox, Thunderbird, LibreOffice, Transmission a GNOME MPV. Další software, který není ve výchozím nastavení nainstalován, lze stáhnout pomocí přiloženého Centra softwaru. Bezdrátové čipy a modemy jsou podporovány prostřednictvím volitelných balíčků firmwaru, které nejsou zdarma. Správa balíků se provádí pomocí eopkg. Michael Huff citoval zakladatele projektu a hlavního vývojáře Ikey Dohertyho, že Solus nebude definován jeho správcem balíčků. V předchozím rozhovoru s Gavinem Thomasem z Gadget Daily 8. února 2016 Doherty uvedl, že cílem jako koncového uživatele je ve skutečnosti neinteragovat se správcem balíčků, ostře nastínil směr projektu z hlediska uživatelské zkušenosti. Podle Dohertyho je cílem „se ho skutečně zbavit, takže o něm uživatel ani neví.“ V Solus není správce balíčků určen k tomu, aby byl použit jako nástroj k nasazení, ale k sestavení software, což jej odlišuje od méně přívětivých postupů pro začátečníky na jiných operačních systémech založených na Linuxu.

## Edice
Solus je v současné době k dispozici ve čtyřech edicích:
- Vlajková edice Budgie, „luxusní desktop s bohatými funkcemi využívající nejmodernější technologie“
- Edice GNOME, běžící na desktopovém prostředí GNOME, „současný desktopový zážitek“
- Edice MATE využívající desktopové prostředí MATE, „tradiční desktop pro pokročilé uživatele a starší hardware“
- Plazmová edice KDE, „sofistikovaný desktopový zážitek pro kutily“